# گانگاهنوالا
گانگاهنوالا (به لاتین: Gangahenwala) یک منطقهٔ مسکونی در سری‌لانکا است که در استان مرکزی (سری‌لانکا) واقع شده‌است.